# ナトマ・ベイ (護衛空母)
ナトマ・ベイ (USS Natoma Bay, AVG/ACV/CVE-62) は、アメリカ海軍の護衛空母。カサブランカ級航空母艦の8番艦。艦名はアラスカ州のナトマ湾（北緯54度51分53秒 西経132度38分26秒 / 北緯54.86472度 西経132.64056度）に由来する。

## 艦歴
「ナトマ・ベイ」は1943年1月17日にワシントン州バンクーバーのカイザー造船所で貨物船「ベガム (Begum, MC hull 1099) 」として起工する。1943年1月22日に海事委員会が空母への改装を決定し、1943年7月20日に駐米イギリス大使夫人レディ・ハリファックスによって命名、進水し1943年10月14日にハロルド・L・ミードゥ艦長の指揮下就役する。

### 1944年前半の活動
カリフォルニアでの慣熟訓練の後、「ナトマ・ベイ」は1944年1月3日までサンディエゴとハワイ間での航空機輸送に従事した。輸送任務を終えると、第63混成航空隊を乗せ、サンディエゴを出港して真珠湾に向かった。1月10日付けで第5水陸両用部隊中の第24護衛空母群に加わった「ナトマ・ベイ」は、第51.2任務隊とともにマーシャル諸島攻撃のため出撃した。1月31日から2月7日まではマジュロの確保の支援に努め、各種哨戒任務に就いた。2月8日、「ナトマ・ベイ」の航空機はウォッジェ環礁とマロエラップ環礁を攻撃し、2月の残りの期間はマジュロ周辺で行動した。
3月7日、「ナトマ・ベイ」はマジュロを出港し、3月12日にエスピリトゥサント島に到着した。3日後、第37任務部隊に合流し、3月19日から20日にかけてカビエンに対して空襲を行った。続いてニューアイルランド島沖と北部ソロモン諸島海域を行動し、エミラウ島に対する上陸作戦（エミラウ島の無血占領）を支援した。続く3週間もの間、「ナトマ・ベイ」はラバウルに立てこもる日本軍に圧力を加え続けるため、ソロモン海域とビスマルク諸島海域の間を行動した。
4月19日、「ナトマ・ベイ」は第78任務部隊に転じ、ニューギニアの戦いの一環であるアイタペの戦いとホーランジアの戦いを支援し、4月22日にアイタペ、ホーランジアおよびタナメラ湾に対する攻撃を行った。上陸作戦が行われた後、アイタペ地域で空中哨戒を行い、戦闘機と攻撃機を送り込んだ。「ナトマ・ベイ」はエンジン修理のためマヌス島に下がることとなり、4月28日に帰投。一息ついた後の5月7日にマヌス島を出港して、5月18日に真珠湾に到着した。
修理を終えた「ナトマ・ベイ」は、第7空軍宛てのP-47戦闘機37機を積み込み、6月5日に真珠湾を出港してマリアナ諸島方面に向かった。途中、エニウェトク環礁に立ち寄り、6月19日のマリアナ沖海戦の大勢が判明するまではサイパン島の東方洋上で待機するよう命令された。6月22日、「ナトマ・ベイ」は25機のP-47を、占領したばかりのイズリー飛行場に向けて発進させた。翌6月23日、洋上給油のため、サイパン島の東方45マイルの地点に向かった。しかし、そこで日本機の空襲に遭遇する。「ナトマ・ベイ」および空母「マニラ・ベイ (USS Manila Bay, CVE-61) 」は空襲の主目標となったが、徹底的な対空砲火で被害を防ぎ、また「ナトマ・ベイ」に格納してあったP-47を一時しのぎの空中哨戒のため緊急発進させた。「ナトマ・ベイ」は6月27日にエニウェトク環礁に到着し、負傷者を収容してサンディエゴに針路を向け、7月16日に到着した。

### フィリピン
「ナトマ・ベイ」は9月5日から9月14日までの間、真珠湾において第81混成航空隊 (VC-81) との合同訓練に参加し、翌9月15日にマヌス島に向けて出港。途中、第3艦隊（ウィリアム・ハルゼー大将）と会合した後、10月3日にマヌス島に到着。フィリピンの戦いに備えた最終準備に入った。
「ナトマ・ベイ」は第77.4任務群（トーマス・L・スプレイグ少将）に加わり、10月12日にフィリピン沿岸に向けて出撃した。10月14日から17日にかけて襲ってきた悪天候を乗り越え、10月18日にはレイテ島の戦いの事前攻撃となる空襲を開始した。「ナトマ・ベイ」の航空機はネグロス島上空と、ネグロス島とレイテ島を結ぶ海域の上空で行動し、日本軍のものと見られる小型船を見つけては機銃掃射を行った。10月20日にレイテ島に対して上陸作戦が行われると、航空基地を確保するまでの間、「ナトマ・ベイ」の航空機は一貫して上陸部隊の援護にあたった。
10月25日、「ナトマ・ベイ」はフェリックス・スタンプ少将率いる第77.4.2任務隊（通称「タフィ2」）の旗艦となっていた。この頃、日本海軍はレイテ湾に向けて3つの艦隊を差し向けていた。このうち、西村祥治中将率いる南方の艦隊は25日早朝にスリガオ海峡においてジェシー・B・オルデンドルフ少将の第77部隊の攻撃により壊滅し、残党も魚雷艇と基地航空隊の攻撃によりかき消された。
6時58分、クリフトン・スプレイグ少将の第77.4.3任務隊（通称「タフィ3」）は、前日の空襲で西方に引き返したと信じられていた栗田健男中将率いる日本艦隊の攻撃を受けた。栗田艦隊は、夜闇に乗じてサンベルナルジノ海峡を通過してレイテ湾に向かっていた。第77.4.3任務隊旗艦「ファンショー・ベイ (USS Fanshaw Bay, CVE-70) 」のスプレイグ少将は、ただちに栗田艦隊とは逆の方向に全速力で逃げるよう命令を出し、同時に第7艦隊（トーマス・C・キンケイド中将）に救援を求める緊急電報を発信して、任務群の全艦艇は煙幕を張りながらスコールに向かっていった。しかしながら、第38任務部隊（マーク・ミッチャー中将）は小沢治三郎中将率いる機動部隊本隊に釣り出されて北方に移動しており、西村艦隊を撃滅した第77部隊はスリガオ海峡で補給中だった。唯一の頼みは、20マイルほどの南南東にいた第77.4.2任務隊だけであり、7時8分までには反撃の攻撃隊を発進させていた。栗田艦隊はよいレーダーを持たぬとはいえ、次第に護衛空母や駆逐艦、護衛駆逐艦に命中弾および至近弾を与えつつあった。これに対し、第77.4.3任務隊も手持ちの駆逐艦、護衛駆逐艦および航空機で決死の反撃を行っていた。
攻撃隊は特定の目標に攻撃を集中させるのではなく、手広く攻撃して1隻も多くの艦艇を追い払うよう命令されていた。「ナトマ・ベイ」の航空機は1時間半以内に栗田艦隊に到達し、二度の攻撃を行った。9時26分、三度目の攻撃は魚雷代わりの500ポンド爆弾を用いて行われた。さらに11時18分にはダメ押しの攻撃を行うこととなったが、戦艦や巡洋艦の装甲を突き破る魚雷や徹甲弾が底をついたため、攻撃隊は汎用の爆弾や対潜爆弾を搭載して飛び去った。正午ごろには、空中哨戒で出動していた「ナトマ・ベイ」の戦闘機が帰投し、ただちに兵装を補充して栗田艦隊を追撃した。12時56分頃の第五次攻撃および、15時8分頃の第六次攻撃においては、サンベルナルジノ海峡に向かう栗田艦隊攻撃のため、250ポンドの汎用爆弾を搭載した戦闘機が発進した。
第77.4任務群は、攻撃の矢面に立たされ少なからぬ損害を出した第77.4.3任務隊を一丸となって助け、最終的には栗田艦隊を追い払う事に成功した。また、「第38任務部隊のみが引き受けるべきであっただろう任務を遂行した」と賞賛された。「ナトマ・ベイ」は1機のTBM雷撃機を失ったものの、戦艦1隻、重巡洋艦3隻、軽巡洋艦2隻および駆逐艦1隻に命中弾を与え、うち重巡洋艦1隻を撃沈したと判断された。
翌朝、「ナトマ・ベイ」の航空機は、ビサヤン海でレイテ島への輸送作戦から帰投中の軽巡洋艦「鬼怒」と駆逐艦「浦波」を発見し、他艦の航空機と協力して2隻とも撃沈。引き続きレイテ島の味方部隊の援護を行い、10月27日にはオルモック湾で日本船に対して機銃掃射を行った。また、飛来してきた三式戦闘機を撃墜。28日には九六式陸攻を撃墜した。10月30日、「ナトマ・ベイ」はマヌス島に針路を向け、11月4日に帰投した。
11月27日、「ナトマ・ベイ」はミンドロ島の戦いに参加するためコッソル水道を出撃。艦隊はミンダナオ海とスールー海を通過していったが、12月13日にネグロス島方面から飛来した神風特別攻撃隊の攻撃を受けた。11機を撃墜し、3機の神風はなおも突入を図っていた。そのうち2機は対空砲火で撃墜されたが、残る1機が駆逐艦「ハラデン (USS Haraden, DD-585) 」に命中した。12月14日にも神風攻撃が行われたが、「ナトマ・ベイ」の戦闘機はこの日、7機の零戦を撃墜スコアに加えた。12月15日にミンドロ島に対する上陸作戦が行われ、「ナトマ・ベイ」の航空機は上陸部隊支援の機銃掃射と、神風特別攻撃隊から味方を守る任務に就いた。12月16日に任務を終えた後、「ナトマ・ベイ」はコッソル水道を経てマヌス島に帰投。整備後、パラオに進出した。

### 1945年
1945年1月1日、「ナトマ・ベイ」は第25空母群 (CarDiv 25) に加わり、ルソン島の戦いのために出撃した。リンガエン湾に向かう道中で神風と戦いながら北上し、他の護衛空母5隻とともにサンファビアン地域に対する上陸を支援していた火力支援部隊の空中援護を行った。1月10日から17日までの間、「ナトマ・ベイ」の航空機は橋梁、燃料庫、弾薬庫、施設、道路および車両を片っ端から破壊していった。「ナトマ・ベイ」は、ミンドロ島で補給を受けたあと、2月1日までサンバレス州およびスービック湾に対する上陸作戦を支援し、第77.4任務群を離れた後2月5日にウルシー環礁に帰投した。
2月10日、「ナトマ・ベイ」は第52.2.1任務隊に加わり、硫黄島の戦いを支援するためウルシーを出撃。2月16日から19日までの間、「ナトマ・ベイ」の航空機は上陸に先立って123回にも及ぶ事前攻撃を行った。2月19日の上陸作戦当日、36機は上陸部隊の支援に任じ、別の16機は空中援護に任じた。19日以後3月まで、「ナトマ・ベイ」の航空機は対潜哨戒と空中哨戒の2つの任務を継続していった。「ナトマ・ベイ」は3月8日に小笠原諸島海域から引き上げ、3月11日にウルシーに帰投した。この硫黄島攻撃支援の際に戦死した「ナトマ・ベイ」所属のパイロット、ジェームズ・ヒューストンが2歳の子供に生まれ変わったというエピソードが、『奇跡体験!アンビリバボー』（フジテレビ系）や『ザ!世界仰天ニュース』（日本テレビ系）で放送された。
「ナトマ・ベイ」は次の沖縄戦の準備に入った。これまで搭載されていた第81混成航空隊は、第9混成航空隊と交代した。3月21日、「ナトマ・ベイ」は第52.1.1任務隊の一艦としてウルシーを出撃。3月24日から4月1日までの間、慶良間諸島と沖縄島に対して事前攻撃を行った。以後の3ヵ月もの間、「ナトマ・ベイ」の航空機は戦略的、戦術的任務に専念し、機銃掃射から写真偵察、砲撃観測、物資の投下、宣伝活動、そして対潜哨戒と空中哨戒と多くの任務を遂行していった。
6月7日6時35分、「ナトマ・ベイ」は台風一過の海上を行動中、台湾と知覧から出撃した陸軍特攻隊の襲撃を受けた。1機が左舷艦尾方向から突入し、艦橋付近に命中して爆発。爆弾と、散乱したプロペラ、エンジンは操舵室に12もの穴を開けて滅茶苦茶にし、揚錨機を修復不可能なほどに破壊した。また、戦闘機にも着火したが、これは応急修理班の働きによって大事には至らなかった。乗員3名と第9混成航空隊の幹部1名が戦死した。続いて2機目の神風が突入してきたが、対空砲火により撃墜した。予定されていた攻撃は、10時30分に行われた宮古島への攻撃以外はキャンセルされた。

### 戦後
6月20日、「ナトマ・ベイ」は修理のためグアムに向かい、次いでサンディエゴに後送された。サンディエゴには8月19日に到着したが、4日前に戦争は終わっていた。9月から10月にかけて修理された後、マジック・カーペット作戦に加わり、11月から12月前半にかけて、フィリピン方面の復員兵をカリフォルニアまで輸送する任務に就いた。任務終了後、12月29日付で大西洋予備役艦隊に編入された。
1946年2月20日、「ナトマ・ベイ」はノーフォークに到着し、5月20日に退役した。1949年10月にはボストン予備艦艇グループに移り、1955年6月12日にCVU-80（雑役空母）に類別された。1958年9月1日除籍され、1959年7月20日にスクラップとして日本の業者に売却された。
「ナトマ・ベイ」は、第二次世界大戦の戦功での7つの従軍星章を受章した。